# Svjetsko prvenstvo u nogometu za žene – SAD 1999.
Svjetsko prvenstvo u nogometu za žene 1999. održavalo se u SAD-u, a naslov svjetskog prvaka osvojila je reprezentacija SAD-a.